# Боровская, Надежда Ивановна
Наде́жда Ива́новна Боро́вская (укр. Надія Іванівна Боровська; род. 25 февраля 1981, Згораны, Волынская область), в девичестве Прокопу́к (укр. Прокопук) — украинская легкоатлетка, специалистка по спортивной ходьбе. Выступала на профессиональном уровне в 2003—2022 годах, шестикратная чемпионка Украины, действующая рекордсменка страны на дистанции 35 км, участница трёх летних Олимпийских игр.

## Биография
Надежда Прокопук родилась 25 февраля 1981 года в селе Згораны.
Занималась лёгкой атлетикой в Волынской областной школе высшего спортивного мастерства в Луцке, проходила подготовку под руководством тренеров Николая и Светланы Калиток. Выступала за спортивное общество «Спартак». Окончила Волынский государственный университет имени Леси Украинки (2002).
Впервые заявила о себе в ходьбе в сезоне 2003 года, когда в дисциплине 20 км стала восьмой на зимнем чемпионате Украины в Евпатории и четвёртой на летнем чемпионате Украины в Киеве.
В 2004 году вошла в состав украинской сборной и выступила на Кубке мира по спортивной ходьбе в Наумбурге, где в личном зачёте 20 км заняла 43-е место.
В 2005 году в той же дисциплине показала 32-й результат на Кубке Европы в Мишкольце и 11-й результат на Всемирной Универсиаде в Измире.
В 2006 году заняла 43-е место на Кубке мира в Ла-Корунье, одержала победу на чемпионате Украины в Сумах.
На Кубке Европы 2007 года в Ройал-Лемингтон-Спа пришла к финишу 32-й.
На Кубке мира 2008 года в Чебоксарах была дисквалифицирована за нарушение техники ходьбы. Благодаря череде успешных выступлений удостоилась права защищать честь страны на летних Олимпийских играх в Пекине — в программе ходьбы на 20 км показала время 1:35:50, расположившись в итоговом протоколе соревнований на 33-й строке.
В 2009 году стала 22-й на Кубке Европы в Меце, выиграла чемпионат Украины в Сумах.
В 2010 году вновь отметилась победой на чемпионате Украины в Сумах.
В 2011 году финишировала шестой на Кубке Европы в Ольяне, заняла 21-е место на чемпионате мира в Тэгу.
В 2012 году превзошла всех соперниц на чемпионате Украины в Евпатории, показала 28-й результат на Кубке мира в Саранске и 13-й результат на Олимпийских играх в Лондоне.
В 2015 году стала 15-й на Кубке Европы в Мурсии, победила на чемпионате Украины в Александрии, заняла 11-е место на чемпионате мира в Пекине.
В 2016 году закрыла двадцатку сильнейших на командном чемпионате мира по спортивной ходьбе в Риме. Принимала участие в Олимпийских играх в Рио-де-Жанейро — в ходьбе на 20 км с результатом 1:33:01 заняла 19-е место.
В 2017 году финишировала пятой на Кубке Европы в Подебрадах, тогда как на чемпионате мира в Лондоне была дисквалифицирована.
В 2018 году на зимнем чемпионате Украины в Луцке превзошла всех соперниц и установила свой личный рекорд в ходьбе на 20 км — 1:29:22. На командном чемпионате мира в Тайцане показала 11-й результат, а на чемпионате Европы в Берлине — 10-й.
На чемпионате мира 2019 года в Дохе с результатом 1:38:35	пришла к финишу 20-й.
В 2021 году выиграла чемпионат Украины в Ивано-Франковске, установив при этом ныне действующий национальный рекорд в ходьбе на 35 км — 2:51:59.
В 2022 году стартовала в дисциплине 35 км на чемпионате мира в Орегоне, но сошла с дистанции, не показав никакого результата.
За выдающиеся спортивные достижения удостоена почётного звания «Мастер спорта Украины международного класса» (2006). Награждена юбилейной медалью «25 лет независимости Украины» (2016).